# Blaukopfamazilie
Die Blaukopfamazilie (Saucerottia cyanocephala, Syn.: Amazilia cyanocephala) oder Elliotamazilie ist eine Vogelart aus der Familie der Kolibris (Trochilidae). Das Verbreitungsgebiet dieser Art umfasst Teile der Länder Mexiko, Guatemala, Belize, Honduras, El Salvador und Nicaragua. Der Bestand wird von der IUCN als nicht gefährdet (Least Concern) eingeschätzt.

## Merkmale
Die Blaukopfamazilie erreicht eine Körperlänge von etwa 10 bis 11 cm bei einem Gewicht der Männchen von 5,8 g und der Weibchen von 5,2 g. Sie hat im Gegensatz zur sehr ähnlichen Veilchenscheitelamazilie einen schwärzlichen Oberschnabel sowie einen rötlichen Unterschnabel mit schwarzer Spitze. Der gerade Schnabel der Männchen ist mittelgroß. Der Oberkopf glitzert türkis bis blauviolett. Der Rücken, der Bürzel und die Flanken sind gold- bis bronzegrün. Die Mitte der Unterseite ist weiß. Die bronzegrünen Unterschwanzdecken weisen weiße Fransen auf. Der Schwanz ist gräulich grün. Die türkisen Spiegelungen am Oberkopf und Nacken der Weibchen wirken markanter als bei den Männchen. Bei Jungvögeln sind die Federn der Oberseite rötlich braun gefleckt. Auf der Unterseite findet sich weniger Weißfärbung und der Bauch ist eher gräulich braun. Bei männlichen Jungvögel ähnelt die Oberkopffärbung, der der Weibchen.

## Verhalten und Ernährung
Ihren Nektar holen sie vorwiegend von blühenden Epiphyten. Aber auch die zu den Rötegewächsen gehörenden Arten Hamelia patens und Palicourea padifolia und andere Arten können ihnen als Nektarquellen dienen. Dabei schweben sie vor den Blüten. Ihr Futter beziehen sie praktisch aus allen Straten, doch bewegen sie sich hierzu hauptsächlich in 4 bis 6 Meter über dem Boden. In Galeriewäldern sammeln sie meist an ufernaher Vegetation. Gelegentlich sammeln sie sich in Gruppen an den Blüten von Inga-Bäumen. Insekten jagen sie im Flug.

## Lautäußerungen
Es wird vermutet, dass der Gesang der Blaukopfamazilie wie eine sanfte Reihe kräftiger Tschilplaute klingt, die in ein Trällern und Rasseln übergeht. Im Flug und im Sitzen geben sie einen ziemlich harten und lebhaften dssrt-Ton von sich, den sie beständig wiederholen.

## Verbreitung und Lebensraum

Verbreitungsgebiet der Blaukopfamazilie

Die Blaukopfamazilie lebt in Kiefer- und Eichenwäldern, in Nebel- und Regenwäldern, sowie an den Rändern feuchter Wälder. Auch findet man sie in Galeriewäldern, Savannen, in Gestrüpp oder auf stillgelegten Feldern und Gärten. Beide Unterarten leben in unterschiedlichen Höhenlagen. A. c. cyanocephala kommt meist in Höhenlagen zwischen 500 und 1800 Meter vor, gelegentlich sogar bis 2400 Meter, sehr selten auch bis zum Meeresspiegel. A. c. chlorostephana ist in Höhenlagen unter 100 Meter unterwegs, da sie sich gerne in Kiefer-Savannen mit Pinus caribaea bewegen. Außerdem mag die Unterart Kiefern in der Nähe von Galeriewäldern oder an den Rändern von isoliertem immergrünem Regenwald.

## Fortpflanzung
Die Brutsaison der Blaukopfamazilie variiert je nach Region. So ist die Brutzeit in Mexiko von Februar bis August, in Belize von Januar bis Juli, in Guatemala laut Daten zu Nestbau- und Gonadenaktivitäten von Juli bis September. Aus Nicaragua gibt es Brutberichte vom Februar. Das kelchartige Nest hat eine Höhe von 30 bis 51 cm, einen Außenradius von 38 bis 51 mm × 45 bis 52 mm. Beim Bau nutzen sie Pflanzenfasern von Mimosen und die Schuppen von Baumfarnen wie Alsophila firma, Cyathea bicrenata oder Cyathea affinis fulva. Dieses verzieren sie an der Außenseite mit Lebermoosen, einigen anderen Moosen und Flechten. Die Innenschicht wird mit den Stängel der Lebermoose sowie mit Samen der Tillandsienart Tillandsia deppeana und Schachtelhalmen am Boden verkleidet. Das Nest platzieren sie auf einem horizontalen Zweig oder Astgabeln in bis zu 15 Meter über dem Boden, doch meist in Höhen wischen 1,5 und 3 Meter. Beobachtungen von Nestern gab es in Bougainvillea Gestrüpp, in Helikonien-Fruchtständen, auf Palmengewächsen der Gattung Acrocomia, in Bambus der Gattung Phyllostachys, sowie auf einer Eiche. Ein Nest wurde sogar auf städtischen Telefondrähten entdeckt. Die Nester werden ausschließlich von Weibchen in einem Zeitraum 8 bis 10 Tagen gebaut, doch geht der Ausbau während der Brutzeit weiter. Das Gelege besteht aus zwei weißen Eiern. Diese werden an unterschiedlichen Tagen gelegt. Ein Ei hat eine Größe von 13 bis 14,2 mal 7 bis 9,2 mm. Die Brutzeit ist ca. 15 Tage und erfolgt durch das Weibchen. Das zweit gelegte Ei schlüpft fast zeitgleich mit dem Ersten.

## Unterarten
Es sind zwei Unterarten bekannt:
- Saucerottia cyanocephala cyanocephala (Lesson, RP, 1830)[3] kommt im Südosten Mexikos über den Osten Honduras und das nördliche zentrale Nicaragua vor.
- Saucerottia cyanocephala chlorostephana Howell, TR, 1965[4] ist im Nordosten Honduras und dem Nordosten Nicaraguas verbreitet. Die Unterart hat einen metallisch grünen bis türkisgrünen Oberkopf. Weibchen haben selten eine so ausgeprägte Türkisfärbung wie in der Nominatform. Dabei ist die Unterart in seinen Maßen signifikant kleiner, als die Nominatform.[1]

Bei Cyanomyia Guatemalensis Gould, 1861, basierend auf Cyanomyia cyanocephala Salvin & Sclater, PL, 1860 handelt es sich um ein Synonym für die Nominatform. Allerdings zeigt eine neuere Studie genetische Unterschiede in der mtDNA. Cyanomyia microrhyncha Elliot, DG, 1876, sieht Allan Robert Phillips als Synonym für Amazilia cyanocephala guatemalensis.
Beim Lectotypus von Trochilus verticalis  Deppe, W , 1830 handelt es sich ebenfalls um die Blaukopfamazilie.

## Migration
Einige Populationen z. B. in Veracruz und San Luis Potosí der Blaukopfamazilie gelten als Standvogel, während wiederum andere als Zugvögel unterwegs sind. Eine größere Anzahl von Wintervögeln ziehen an die pazifische Küste von Oaxaca und Chiapas oder in die Tiefebenen der atlantische Küste von Guatemala und Honduras. Wanderer erreichen auch den nördlichen Teil der Yucatán-Halbinsel. Als Strichvogel bevorzugen sie höhere Lagen während der Brutzeit und wandern nach unten, wenn die Brutzeit zu Ende ist.

## Etymologie und Forschungsgeschichte
Ursprünglich beschrieb René Primevère Lesson die Blaukopfamazilie unter dem Namen Ornismya cyanocephalus. Das Typusexemplar stammte aus der Sammlung von Florent Prévost. Als Sammelort gab er irrtümlich Brasilien an. Lange wurde sie in der 1843 von René Primevère Lesson neu eingeführten  Gattung Amazilia für den Goldmaskenkolibri, den Streifenschwanzkolibri, die Zimtbauchamazilie (Syn.: Ornysmia cinnamomea), den Blaukehl-Sternkolibri (Syn.: Ornymia rufula) und die Longuemare-Sonnennymphe eingeordnet. Dieser Name stammt aus einem Roman von Jean-François Marmontel, der in Les Incas, Ou La Destruction De L’empire Du Pérou von einer Inkaheldin namens Amazili berichtete.  1850 führte Charles Lucien Jules Laurent Bonaparte die neue Gattung Saucerottia u. a. für die Grünamazilie (Saucerottia saucerottei (Delattre & Bourcier, 1846)) ein. Dieser Name wurde zu Ehren von Antoine Constant Saucerotte (1805–1884), einem Arzt und Hobbyornithologen aus Lunéville vergeben. Der Artname ist ein Wortgebilde aus dem griechischen »cyanos κυανος« für »dunkelblau« und »-cephalos, cephalē -κεφαλος, κεφαλη« für »-köpfig, Kopf«. Chlorostephana setzt sich aus den griechischen Worten »chlōros χλωρος« für »grün« und »stephanos στεφανος« für »Krone, Kranz« zusammen.
Guatemalensis bezieht sich auf Guatemala. Der Landesname leitet sich aus dem Nahuatl Wort »Cuauhtēmallān« für »Ort mit vielen Bäumen« ab. Microrhyncha ist aus »micros « für »klein« und »rhynkhos ῥυγχος« für »Schnabel« zusammengesetzt. Vermutlich ist der Name Elliotamazilie auf diese potentielle Unterart zurückzuführen, da diese von Daniel Giraud Elliot beschrieben wurde. Verticalis ist das lateinische Wort für »gekrönt« und kann von »vertex, verticis« für »Krone auf dem Kopf« abgeleitet werden.